# Državna cesta D40

## Verlauf
Die Državna cesta D40 (kroatisch für Nationalstraße D40) ist eine kurze Staatsstraße in Kroatien. Sie führt von der Anschlussstelle Sveti Kuzam der Autocesta A7 zum Hafen von Bakar.
Die Länge der Straße beträgt 3,1 km.